# Le Jardin secret
Pour les articles homonymes, voir Le Jardin secret (homonymie).
Le Jardin secret (titre original : The Secret Garden) est un roman pour la jeunesse de l'écrivaine anglo-américaine Frances Hodgson Burnett, publié en 1911.
Le roman est traduit pour la première fois en français en 1921 en Suisse sous le titre Le Jardin mystérieux, puis en France en 1934 sous le titre Le Jardin secret.

## Résumé
À la suite d'une épidémie de choléra aux Indes, qui a tué ses parents, Mary Lennox, petite anglaise renfermée, désagréable et laideronne, part vivre chez un oncle étrange au fin fond de la lande, en Angleterre. 
En explorant la propriété de celui-ci, la petite fille trouve par hasard, avec l'aide d'un rouge-gorge, la clé d'un jardin délaissé de tous. Mary aime alors tant son royaume secret qu'elle s'y rend tous les jours. Guidée par une jolie musique de pipeau, Mary rencontre un jour un jeune garçon nommé Dickon qui sait étonnamment parler aux animaux. Devenus amis, la fillette lui révèle son grand secret, et tous deux vont s'atteler à transformer ce verger en un royaume de fleurs dont Mary rêve tant.
Cette merveilleuse découverte transforme l'arrogante Mary en une petite fille gentille et dévouée.

## Personnages
- Mary Lennox : jeune anglaise qui n'a jamais appris à sourire ni à aimer et dont les parents sont morts à la suite d'une épidémie de choléra.
- Colin Craven : le fils d'Archibald Craven et le cousin de Mary. Sa mère est morte en le mettant au monde. C'est un petit garçon malade et chétif qui est resté couché dans son lit depuis sa naissance et n'a jamais mis le nez dehors.
- Dickon : l'ami de Mary. Il est capable de communiquer avec les animaux. C'est aussi le frère de Martha, l'une des servantes du manoir.
- Mrs Medlock : la gouvernante du manoir de Misselthwaite. C'est une femme d'apparence autoritaire mais qui aime profondément Colin, même si elle le cache.
- Archibald Craven : le propriétaire du manoir et l'oncle de Mary. Il voyage à travers le pays pour fuir le manoir et éviter de s'attacher à son fils, qui lui rappelle trop sa défunte épouse.
- Martha : une des servantes du manoir. Elle s'occupera de Mary au début de l'histoire. Martha est également la sœur de Dickon.
- Ben : vieux jardinier au service de Lord Craven. C'est lui qui connaissait l'existence du jardin. Lady Craven, l'ancienne épouse d'Archibald Craven, lui avait demandé de continuer à entretenir le jardin après sa fermeture.

## Adaptations

### Au cinéma
- 1919 : Le Jardin secret, film muet américain de Gustav von Seyffertitz.
- 1949 : Le Jardin secret (The Secret Garden), film américain de Fred M. Wilcox avec Margaret O'Brien dans le rôle de Mary.
- 1991 : Le Jardin secret, film d'animation japonais.
- 1993 : Le Jardin secret, film américano-britannique d'Agnieszka Holland avec Kate Maberly dans le rôle de Mary.
- 2000 : Return to the Secret Garden (en), film américain de Scott Featherstone.
- 2020 : Le Jardin secret, film britannique de Marc Munden avec Colin Firth et Dixie Egerickx dans le rôle de Mary.

### À la télévision
- 1975 : Le Jardin secret (The Secret Garden), série britannique avec Sarah Hollis Andrews dans le rôle de Mary.
- 1987 : Le Jardin secret (The Secret Garden), téléfilm d'Alan Grint avec Gennie James dans le rôle de Mary. Une suite sera tournée en 2001.
- 1991 : Himitsu no Hanazono / Secret Flower Garden, série japonaise de 39 épisodes produits en 1991-1992
- 2001 : Back to the Secret Garden (en) (Retour au jardin secret), téléfilm de Michael Tuchner avec Camilla Belle. C’est la suite de la version de 1987.
- 2006 : Sōkō no Strain (en), série d'animation japonaise dont presque tous les personnages sont basés sur ceux des diverses œuvres de Frances Hodgson Burnett (La Petite Princesse, Le Jardin secret, Le Petit Lord Fauntleroy) mais les replace dans un monde futuriste.

### Autre
- 2014 : The Misselthwaite Archives, web-série retransposant le roman au XXIe siècle sous la forme de vlog tenu par Mary avec Sophie Giberson dans le rôle.
- 2021 : Le Jardin secret, Bande-dessinée en plusieurs parties de Maud Begon.

## Éditions françaises
- 1921 : Le Jardin mystérieux  (trad. Mme Jean Vallette), Neuchâtel, Suisse, Delachaux et Niestlé, 311 p.[1]
- 1934 : Le Jardin secret  (trad. Valentine Leconte, ill. Marcel Bloch), Paris, éditions Nelson, 235 p.[2]